# 粟田女王
粟田女王（あわたじょおう/あわた の おおきみ、生年不詳 - 天平宝字8年5月4日（764年6月7日））は、奈良時代の皇族・女官・歌人。系譜は不明。位階は正三位。

## 経歴
出自不詳だが、初叙が従四位下であることから天皇の二世王（皇孫）と推察される。
元正朝の養老7年（723年）正月に初叙、聖武朝の天平11年（739年）正月には、従四位上に昇叙される。それぞれ元正天皇・聖武天皇が中宮に御して授位を行ったとあり、広瀬女王らと同時に昇叙されている。天平16年（744年）、左大臣橘諸兄が難波京の自邸に元正上皇を招いた宴において河内女王（天武天皇孫、高市皇子の娘）らと参席し、後述の歌を詠んでいる。天平20年（748年）3月にも正四位上に昇叙され、その後、従三位になる。淳仁朝の天平宝字5年（761年）6月、光明皇太后の周忌斎会に奉仕し、小長谷女王とともに一階を進められている。同年10月、保良宮遷都に伴い、飛鳥田内親王・県犬養夫人（県犬養広刀自）・陽侯女王と共に稲4万束を賜わる。藤原仲麻呂の乱直前の同8年（764年）5月に薨去。
『万葉集』に1首の歌が載っている。
- 月待ちて　家にはゆかむ　我が挿せる　赤ら橘　影に見えつつ（18-4060）[3]

## 官歴
『続日本紀』による。
- 養老7年（723年）正月10日：従四位下
- 天平11年（739年）正月13日：従四位上
- 天平20年（748年）3月22日：正四位上
- 時期不詳：従三位
- 天平宝字5年（761年）6月26日：正三位
- 天平宝字8年（764年）5月4日：薨去